# 文書情報マネジメントセンター
文書情報マネジメントセンター（Document Management Center、略称：DMC）は、文書等、機密文書等を保管し、また電子化、ピッキング等付随する作業、サービスを行う建物、施設、設備の総称である。公益社団法人日本文書情報マネジメント協会が管理運営し、2010年8月に文書情報マネジメントセンター（DMC）委員会を設置し、業界の組織化と各種ルール作りを行っている。